# Keros

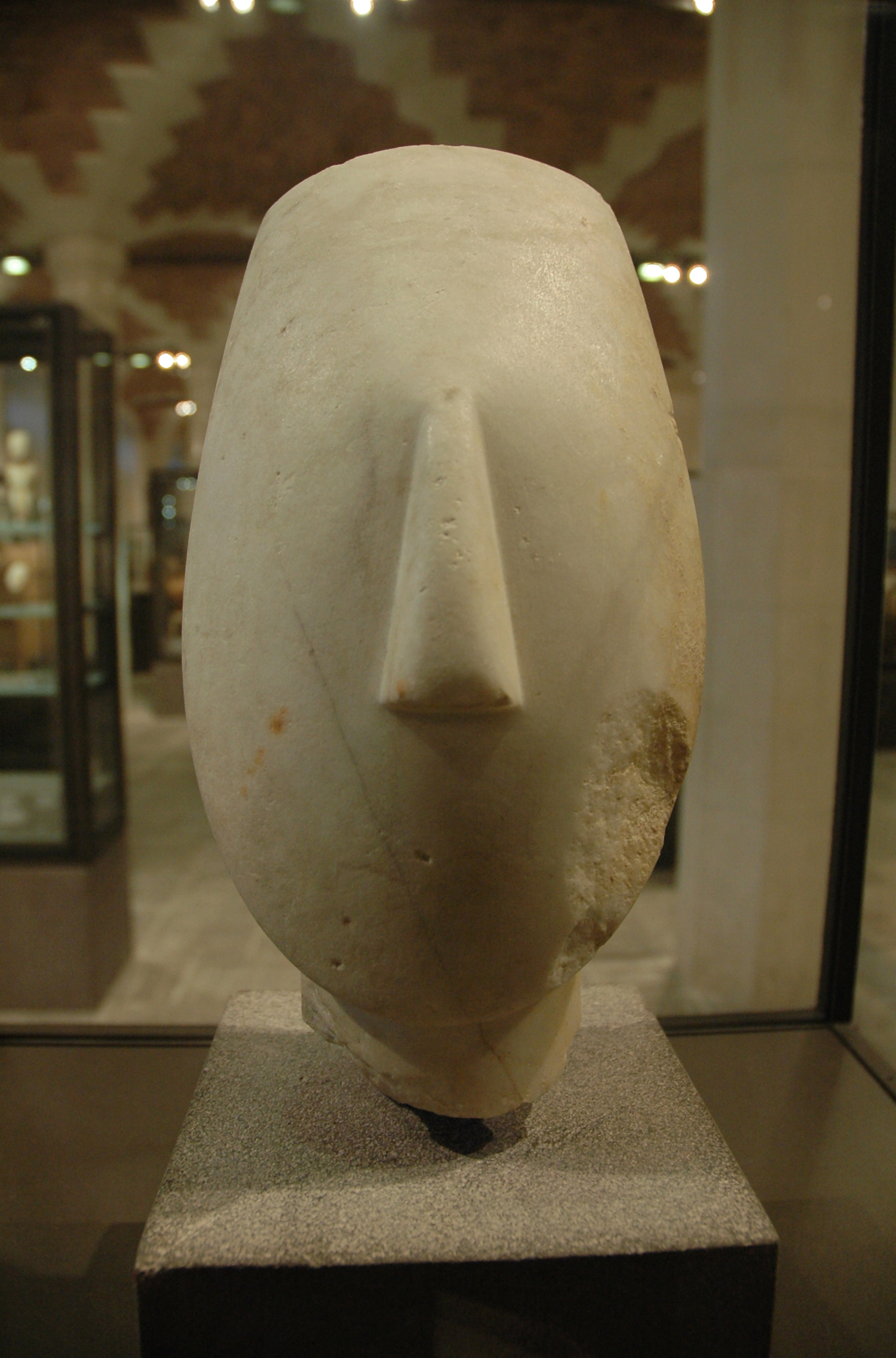
Figurilla cicládica de mármol de la cultura de Keros.

La isla de Keros (en griego: Κέρος) es una pequeña isla griega deshabitada del mar Egeo, perteneciente al archipiélago de las Cícladas, más concretamente a las Cícladas Menores, y está situada a unos 10 kilómetros al sureste de la isla de Naxos. Es una de las pequeñas Cícladas junto a Iraklia, Shinusa, Antikeros, Giaros y Koufonisia. Administrativamente forma parte de la comunidad de Koufonisia.
Se trata de una isla montañosa, de clima seco, caluroso en verano y templado en invierno. Su punto más elevado es el Monte Keros, de 432 metros sobre el nivel del mar.
En la actualidad la isla se encuentra deshabitada, aunque en distintas excavaciones se han encontrado restos de la antigua civilización cicládica que floreció sobre el año 2500 a. C. Es posible que la isla tuviera una polis de su mismo nombre en los periodos clásico y helenístico puesto que con el nombre de Ceria (Κερία) aparece en un decreto de tasación de tributos a Atenas del año 425/4 a. C. y en un decreto de proxenía de Gortina fechado hacia los siglos III-II a. C. Keros es especialmente conocida por las estatuas de mármol que posteriormente inspiraron a Pablo Picasso y Henry Moore.